# Lista de miradouros dos Açores

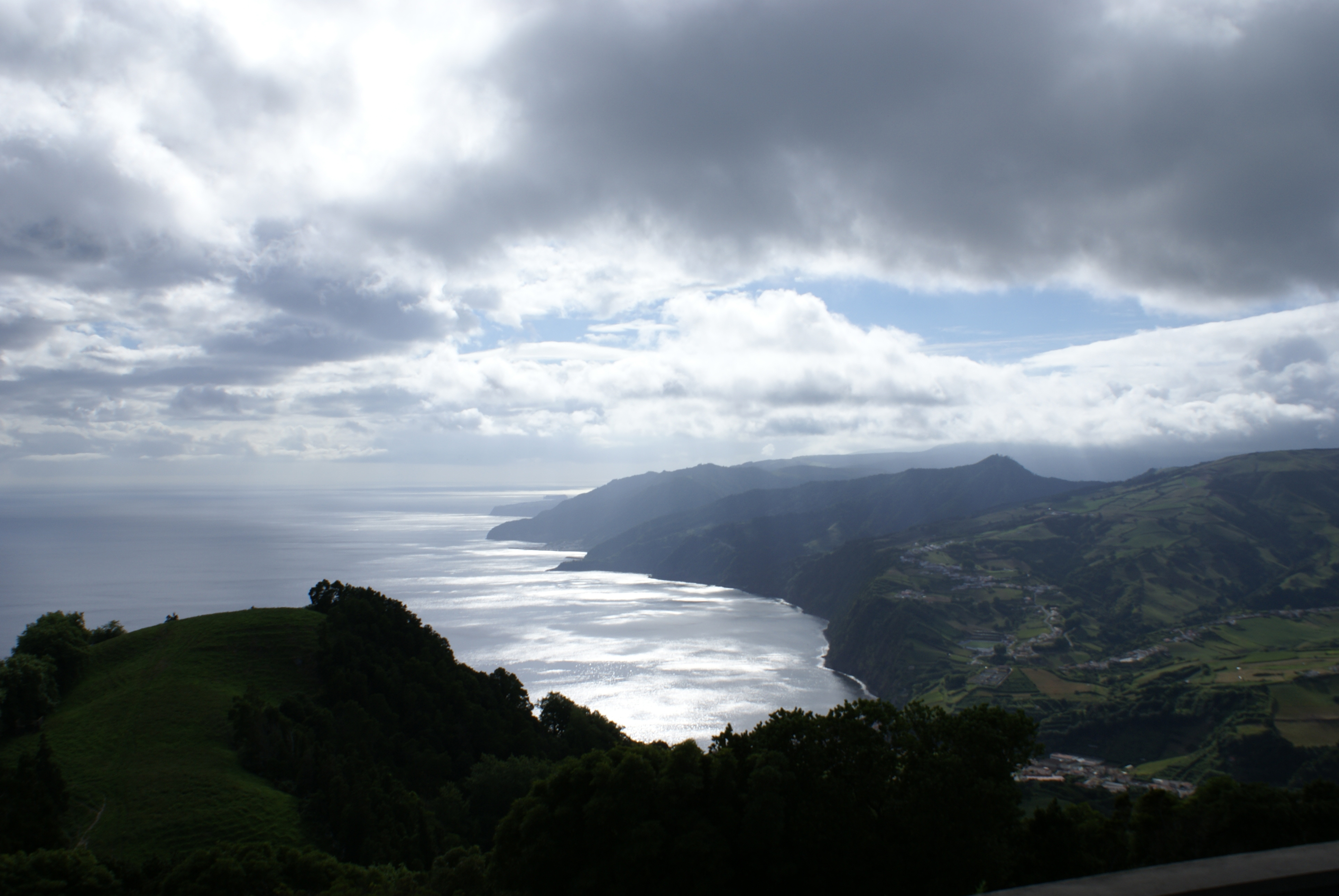
Miradouro do Pico dos Bodes, terra e mar.

Este anexo é composto por uma lista de miradouros dos Açores. 

## Ilha do Corvo
- Miradouro do Caldeiro
- Miradouro do Portão
- Miradouro da Cova Vermelha
- Miradouro da Fonte
- Miradouro das Pingas
- Miradouro do Pão de Açúcar

## Ilha das Flores
- Miradouro da Fajãzinha
- Miradouro da Caldeira Funda
- Miradouro dos Cedros
- Miradouro da Lagoa Comprida
- Miradouro da Lomba
- Miradouro do Parque Florestal Fazenda de Santa Cruz
- Miradouro da Ponta de Fora
- Miradouro de Ponta Delgada
- Miradouro da Ribeira Cruz
- Miradouro da Rocha dos Bordões
- Miradouro da Rocha do Touro
- Miradouro do Morro Alto
- Miradouro do Monte das Cruzes
- Miradouro da Caldeira

## Ilha do Faial
- Miradouro do Cabeço Gordo
- Miradouro da Ribeira das Cabras
- Miradouro do Monte Carneiro
- Miradouro do Monte da Guia
- Miradouro de Nossa Senhora da Conceição
- Miradouro da Ribeira Funda
- Mirante da Estrada da Caldeira
- Miradouro da Estrada Regional n.º 1 (Ribeiro Seco)
- Miradouro da Lajinha
- Miradouro da Ribeirinha
- Miradouro do Cabouco
- Miradouro do Pilar
- Miradouro dos Flamengos

## Ilha do Pico
- Miradouro das Ribeiras
- Miradouro do Cabeço das Cabras
- Miradouro do Cabeço Gordo (Pico)
- Miradouro do Caminho de Cima
- Miradouro da Companhia da Cima
- Miradouro da Companhia de Baixo
- Miradouro da Lagoa do Capitão
- Miradouro da Lajes do Pico
- Miradouro da Meia Encosta
- Miradouro da Ponta do Pico
- Miradouro da Terra Alta
- Miradouro da Ponta da Rocha
- Miradouro da Ponta do Arrife
- Miradouro da Ponta do Espigão
- Miradouro de São Miguel Arcanjo

## Ilha Graciosa
- Miradouro da Ermida de Nossa Senhora da Ajuda
- Miradouro da Ermida de Nossa Senhora da Saúde
- Miradouro da Ponta da Barca
- Miradouro Barro Vermelho
- Miradouro Ermida de São João
- Miradouro da Caldeira da Graciosa, Miradouro 1
- Miradouro da Caldeira da Graciosa, Miradouro 2
- Miradouro da Caldeira da Graciosa, Miradouro 3
- Miradouro Pico Caldeirinha
- Miradouro Pico do Facho
- Miradouro da Serra Dormida
- Miradouro da Serra Branca

## Ilha Terceira
- Miradouro da Serra do Cume
- Miradouro da Serreta
- Miradouro do Facho
- Miradouro da Lagoa Negra
- Miradouro do Pico Alto
- Miradouro da Ponta da Furna
- Miradouro da Ponta do Mistério
- Miradouro da Ponta do Raminho
- Miradouro do Posto Santo
- Miradouro da Serra do Cume
- Miradouro das Veredas

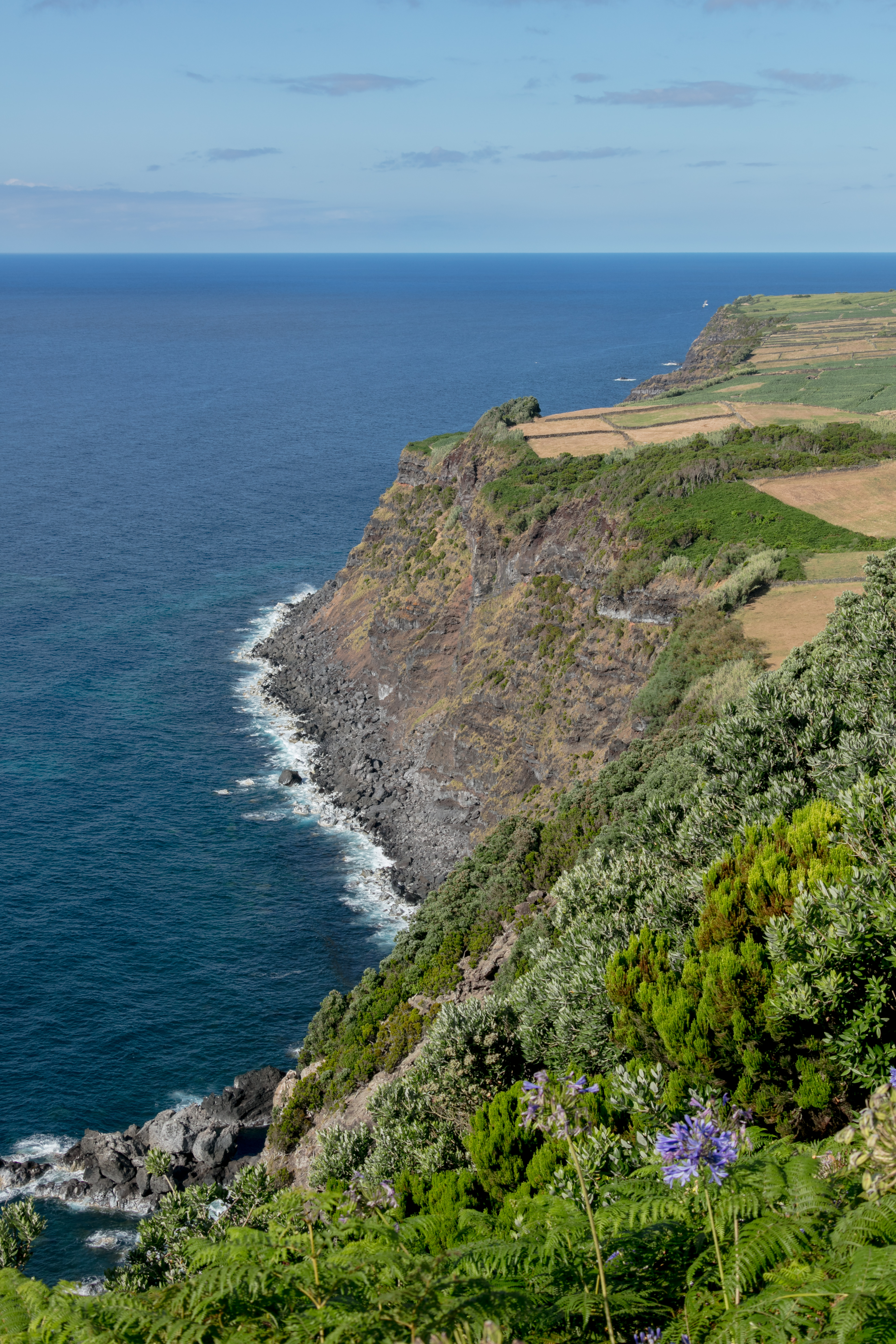
Vista do Miradouro da Ponta do Raminho.

- Miradouro da Serra de Santa Bárbara
- Miradouro dos Moinhos
- Miradouro do Pico das Cruzinhas
- Miradouro da Amoreira
- Miradouro da Ponta do Queimado
- Miradouro do Pico Matias Simão
- Miradouro da Reviera
- Miradouro da Virgem Peregrina
- Miradouro da Mata da Serreta
- Miradouro da Rocha Alta
- Miradouro da Serretinha

## Ilha de São Miguel
- Miradouro do Pico dos Bodes
- Miradouro da Ponta do Pôr-do-Sol
- Miradouro  da Baia de Santa Iria
- Miradouro da Chã da Macela
- Miradouro da Tronqueira
- Miradouro do Cumeeira
- Miradouro do Escalvado
- Miradouro do Pisão
- Miradouro Faial da Terra
- Miradouro da Lagoa do Fogo
- Miradouro Lagoa das Furnas
- Miradouro Lagoa de Santiago
- Miradouro Lagoa Rasa
- Miradouro Lombadas
- Miradouro Mosteiros
- Miradouro Ponta da Lobeira
- Miradouro Ponta Garça
- Miradouro Remédios
- Miradouro Ribeira Grande
- Miradouro Ribeirinha
- Miradouro Ribeira das Tainhas
- Miradouro Santo António
- Miradouro São Roque
- Miradouro Vila Franca do Campo
- Miradouro Vista do Rei
- Miradouro da Vigia das Baleias (Capelas)
- Miradouro da Ponta da Água de Pau
- Miradouro da Ponta das Calhetas
- Miradouro da Ponta de Santa Bárbara
- Miradouro da Feteira
- Miradouro da Vista da Baleia
- Miradouro da Boca do Inferno
- Miradouro da Vista dos Barcos
- Miradouro da Ponta da Ferraria
- Miradouro da Fonte do Buraco
- Miradouro das Pedras do Galego
- Miradouro das Eirinhas
- Miradouro das Províncias
- Miradouro de Santa Iria
- Miradouro Despe-te Que Suas
- Miradouro do Pico do Gaspar
- Miradouro do Pico Bartolomeu
- Miradouro do Salto do Cavalo
- Miradouro do Castelo
- Castelo Branco (Vila Franca do Campo)
- Miradouro do Cerrado das Freiras
- Miradouro do Frade
- Miradouro do Ilhéu de Rosto de Cão
- Miradouro do Pico do Paul
- Miradouro do Pico do Carvão
- Miradouro do Pico do Ferro
- Miradouro da Pedra dos Estorninhos
- Miradouro do Salto da Farinha
- Miradouro da Ponta da Madrugada
- Miradouro da Ponta do Sossego
- Miradouro do Pico Longo
- Miradouro da Ponta do Escalvado
- Miradouro da Serra da Barrosa
- Miradouro do Cintrão
- Miradouro dos Aflitos
- Miradouro do Pelado
- Miradouro do Caminho Novo
- Miradouro das Feteiras

## Ilha de São Jorge
- Miradouro da Fajã dos Bodes
- Miradouro Poça da Areia
- Miradouro Beira
- Miradouro do Pico da Esperança
- Miradouro da Fajã das Almas
- Miradouro da Fajã dos Vimes
- Miradouro da Ermida de São Pedro
- Miradouro da Fajã do Ouvidoree
- Miradouro Fajã dos Cubres
- Miradouro do Jardim Botânico de Velas
- Miradouro do Parque da Silveira
- Miradouro do Pico Areeiro
- Miradouro do Pico da Velha
- Miradouro de Santo Amaro
- Miradouro das Sete Fontes
- Miradouro da Fajã de Fernando Afonso
- Miradouro da Ponta das Eiras
- Miradouro da Ponta do Topo
- Miradouro da Ponta dos Rosais
- Miradouro das Manadas
- Miradouro da Ladeira
- Miradouro da Ponta da Queimada
- Miradouro do Topo
- Miradouro do Canavial
- Miradouro da Canada do Pessegueiro

## Ilha de Santa Maria
- Miradouro da Macela
- Miradouro das Fontinhas
- Miradouro do Espigão
- Miradouro Ermida Nossa Senhora de Fátima
- Miradouro Farol de Gonçalo Velho
- Miradouro Pico Alto